# Phyllanthus rotundifolius
Phyllanthus rotundifolius är en emblikaväxtart som beskrevs av Jacob Theodor Klein och Carl Ludwig von Willdenow. Phyllanthus rotundifolius ingår i släktet Phyllanthus och familjen emblikaväxter. Inga underarter finns listade i Catalogue of Life.